# Spodoptera pygmaea
Spodoptera pygmaea är en fjärilsart som beskrevs av Jules Pièrre Rambur 1834. Spodoptera pygmaea ingår i släktet Spodoptera och familjen nattflyn. Inga underarter finns listade i Catalogue of Life.